# Alexander Cools

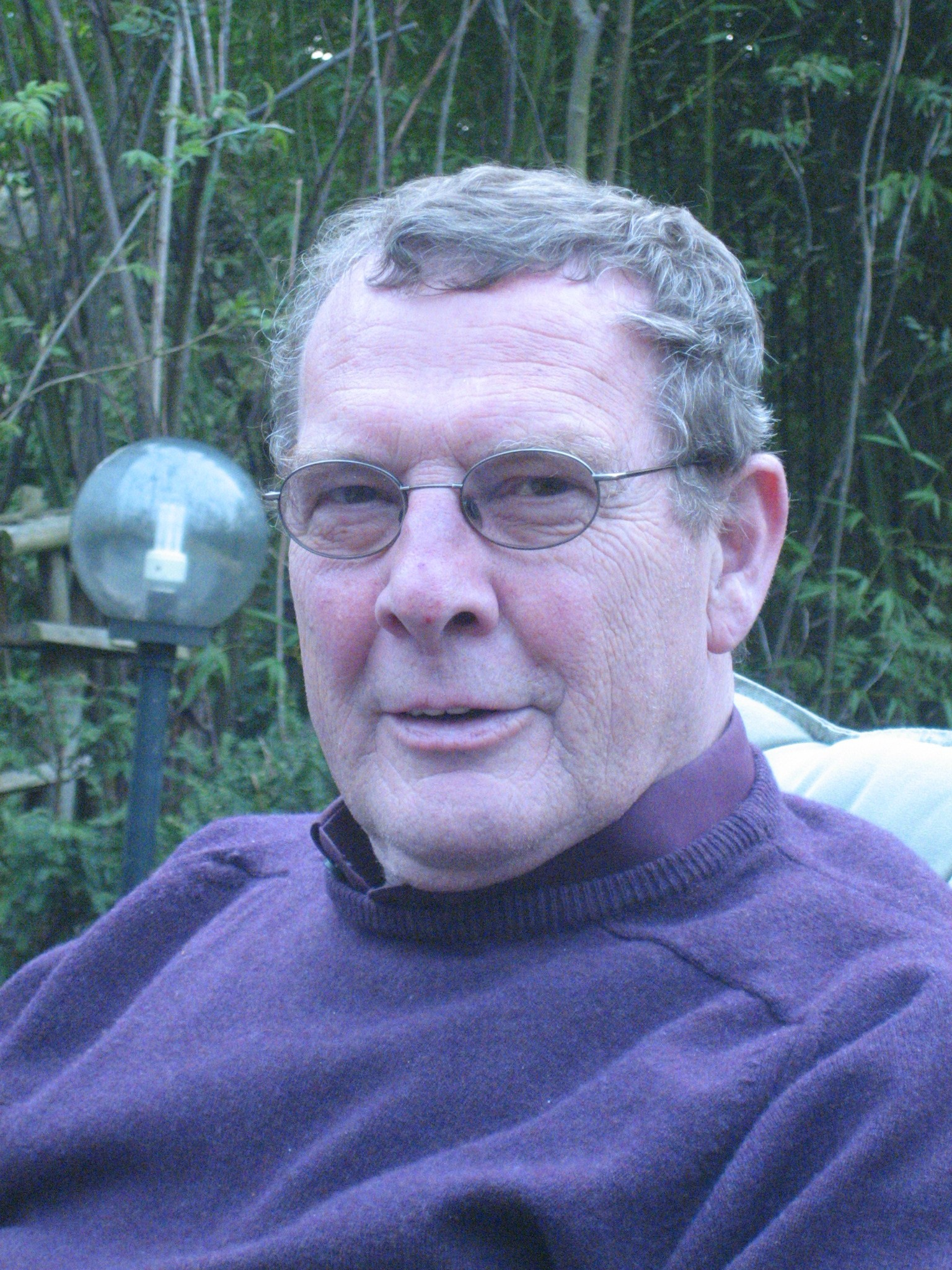
Alexander Cools

Alexander „Lex“ Rudolf Cools (* 1941 in Den Haag; † 7. September 2013 in Nijmegen) war ein niederländischer Verhaltenspharmakologe.

## Leben
Cools erhielt 1973 seinen Doktor der Naturwissenschaften unter Leitung von Jacques van Rossum und Jo Vossen an der Radboud-Universität Nijmegen, wo er von 1985 bis zu seiner Pensionierung Professor war. Im Jahr 2014 wurde ein Spezialheft der Fachzeitschrift Behavioural Pharmacology zu seinen Ehren publiziert. Cools war ein der Gründer der European Behavioural Pharmacology Society und dessen zweiter Präsident. 2003 erhielt er die "Distinguished Achievement Award" von dieser Gesellschaft. In 1976 war Cools der Erste, der postulierte, dass es mehrere Typen von Dopamin-Rezeptoren geben könnte. Obwohl das anfangs nicht geglaubt wurde, hat sich dieses als grundsätzlich korrekt ausgewiesen. Neben seiner Arbeiten bezüglich des Dopamin, ist Cools vor allem bekannt wegen seiner Forschung auf dem Gebiet der Basalganglien.